# Horka (Středojizerská tabule)
Horka (385 m n. m.) je vrch v okrese Mělník Středočeského kraje. Leží při východní straně silnice Nosálov–Lobeč, na katastrálním území Nosálov. Je to nejvyšší vrchol Skalské tabule.

## Popis
Je to neovulkanický vrch tvořený pronikem čediče (sodalitický nefelinit) vypreparovaného z obalu turonských křemenných pískovců. Podstavec vrcholu je hřbetovitě protažený ve směru západ–východ se strmými západními a mírnými východními svahy, ukloněnými k východu, k údolí Strenického potoka. Vrch je porušen několika kamenolomy. Východní svahy jsou zalesněny, zbylé partie jsou využity jako orná půda a umožňují výhledy zejména k východu a jihu. Dobrý výhled je ale i na Bezdězy a blízkou Vrátenskou horu.
Na Horce stával celodřevěný větrný mlýn, tzv. Nosálovský větrník. Byl snad nejstarší ze všech větráků v Podbezdězí. Byl postaven asi roku 1801. Vyhořel 1. září 1889.

## Geomorfologické zařazení
Geomorfologicky vrch náleží do celku Jizerská tabule, podcelku Středojizerská tabule, okrsku Skalská tabule a podokrsku Mšenská tabule.

## Přístup
Ze severu, od silnice Nosálov–Lobeč, vede cesta k vrcholu Horky.